# Dilbert Aguilar
Esladi Edilberto Aguilar Fernández (Jaén, Cajamarca; 4 de agosto de 1974), conocido por su nombre artístico Dilbert Aguilar,es un cantante y compositor peruano de cumbia. Es el vocalista principal de su propia agrupación musical Orquesta La Tribu.

## Primeros años
Nacido en la ciudad de Jaén del departamento de Cajamarca, el 4 de agosto de 1974, es proveniente de una familia de clase humilde.
Aguilar nació con una malformación en la espalda, siendo denominado como joroba, con lo que dio la razón de su baja estatura, además de vivir su infancia sin problemas. En su niñez comenzaría a realizar sus dotes en la música, tocando algunos instrumentos.[cita requerida] Entrando a la juventud, Aguilar se muda a la capital peruana Lima, inicialmente para estudiar la facultad de ingeniería de sistemas en la Pontificia Universidad Católica del Perú, la cual abandonaría para dedicarse definitivo a la música que desarrolló desde su niñez. Además, también realizó sus estudios de administración bancaría en CEPREBAN y computación en CESCA.

## Trayectoria

### Inicios
Mientras estaba estudiando en la universidad, Aguilar fue propuesto por sus compañeros de clase para integrar en la banda musical La Gran Familia de Comas allá por 1993, permaneciendo por un breve tiempo.

### Orquesta La Tribu
No fue hasta el año 1999 cuando forma su propio grupo de cumbia peruana Los Chicos Dulces, pero fue cambiado por recomendación del comunicador local Koko Giles en el año 2000 bajo el nombre de Orquesta La Tribu, donde se desempeña en la actualidad como vocalista y a la par, figura principal del grupo. Como parte del estreno, lanzó sus temas símbolos «Mis últimas lágrimas» y «Vuela palomita», incluyendo unos videoclips grabados en el Castillo de Chancay.[cita requerida] Este último, fue el tema principal de la edición de Red Bull KTM Factory Racing en 2018, que fue realizado en Perú.[cita requerida] Como compositor, colaboró con la teleserie Mil oficios en 2001 para la elaboración del tema central de la ficción «El rey del recurseo» y fue interpretada por Adolfo Chuiman.
En 2008, lanzó su cuarto álbum Agonía de amor, donde comprende el tema homónimo así como otros como «El recluta», teniendo una gran aceptación por el público. 
En 2010, lanzó su séptimo tema «El escribidor», en homenaje al escritor ganador del Premio Nobel de la Literatura de ese año, Mario Vargas Llosa, y fue compuesto por Miguel Laura.
Fruto de la popularidad bajo el apodo del Pequeño Gigante de la Cumbia, lanzó su octavo sencillo bajo el nombre de «Sacude el billete», donde comprende el tema homónimo en 2010. Además, en 2014 presentó el tema «Serrano soy», mientras que en 2017 interpretó el tema «Evangelina» en honor a Evangelina Chamorro, la mujer sobreviviente del huayco en el distrito de Lurigancho-Chosica ese año. Ambas canciones fueron compuestas por Miguel Laura. En el año 2018, Aguilar lanzó la versión de «Mala sombra», interpretado originalmente por la cantante de música criolla Carmencita Lara.
En 2019, participó como artista invitado en la serie televisiva Ojitos hechiceros del canal América Televisión, y recopiló las canciones del cantante de nueva ola Leo Dan para su nuevo álbum Mix Leo Dan. 
En 2020, lanzó su vigésimo álbum Despierta corazón, contando con su tema musical «Unita más». 

## Discografía

### Álbumes
- 1999: Vuela palomita
- 2008: Agonía de amor
- 2010: Sacude el billete
- 2013: No te preocupes por mi
- 2013: El amor más grande del planeta
- 2015: Cumbia pa' trasnochar
- 2015: Cumbia peruana
- 2017: Tropicales, full primicias
- 2019: Mix Leo Dan
- 2020: Despierta corazón